# Замок Грана
Замок Грана (англ. Granagh, ирл. Greannach) — средневековый замок на границе графств Килкенни и Уотерфорд в Ирландии. Также известен под названиями Grandison, Grannagh и Granny.
Замок расположен у одноименной деревни, на западном берегу реки Шур в двух милях севернее города Уотерфорд у трассы N24 Корк — Лимерик. Самые ранние постройки датируются XIII веком, один из старейших замков Ирландии времён нормандского вторжения. Известно, что в 1375 году замок был пожалован Джеймсу Батлеру королём Эдуардом III, и принадлежал наследникам Батлера до 1650 года, когда был захвачен войсками Кромвеля. Замок был построен в виде квадрата с массивными стенами и круглыми башнями по углам. Замок перестраивался, но речной фасад оставался нетронутым с XIII века. В конце XIV была достроена большая башня. Сейчас от замка остались лишь руины, но кое-где сохранились остатки лепных орнаментов.